# SM UC-67
SM UC-67 – niemiecki podwodny stawiacz min z okresu I wojny światowej, jedna z 64 jednostek typu UC II. Zwodowany 6 sierpnia 1916 roku w stoczni Blohm & Voss w Hamburgu, został przyjęty do służby w Kaiserliche Marine 10 grudnia 1916 roku. Przebazowany na Morze Śródziemne został nominalnie wcielony w skład Kaiserliche und Königliche Kriegsmarine pod nazwą U-91, pływając w składzie Flotylli Pola (a później II Flotylli Morza Śródziemnego). W czasie służby operacyjnej okręt odbył 11 patroli bojowych, w wyniku których zatonęły 53 statki o łącznej pojemności 93 286 BRT i okręt o wyporności 834 tony, a trzy statki o łącznej pojemności 8249 BRT zostały uszkodzone. 16 stycznia 1919 roku SM UC-67 został poddany Brytyjczykom w wyniku podpisania rozejmu w Compiègne, a następnie złomowany w latach 1919–1920.

## Projekt i budowa
Dokonania pierwszych niemieckich podwodnych stawiaczy min typu UC I, a także zauważone niedostatki tej konstrukcji, skłoniły dowództwo Cesarskiej Marynarki Wojennej z admirałem von Tirpitzem na czele do działań mających na celu budowę nowego, znacznie większego i doskonalszego typu okrętu podwodnego. Opracowany latem 1915 roku projekt okrętu, oznaczonego później jako typ UC II, tworzony był równolegle z projektem przybrzeżnego torpedowego okrętu podwodnego typu UB II. Głównymi zmianami w stosunku do poprzedniej serii były: instalacja wyrzutni torpedowych i działa pokładowego, zwiększenie mocy i niezawodności siłowni oraz wzrost prędkości i zasięgu jednostki kosztem rezygnacji z możliwości łatwego transportu kolejowego (ze względu na powiększone rozmiary).
SM UC-67 zamówiony został 12 stycznia 1916 roku jako jednostka z III serii okrętów typu UC II (numer projektu 41, nadany przez Inspektorat U-Bootów), w ramach wojennego programu rozbudowy floty . Został zbudowany w stoczni Blohm & Voss w Hamburgu jako jeden z dziewięciu okrętów III serii zamówionych w tej wytwórni. UC-67 otrzymał numer stoczniowy 283 (Werk 283)  . Stępkę okrętu położono w 1916 roku , a zwodowany został 6 sierpnia 1916 roku. Koszt budowy okrętu wyniósł 2 mln 141 tys. marek.

## Dane taktyczno-techniczne
SM UC-67 był średniej wielkości przybrzeżnym okrętem podwodnym o konstrukcji dwukadłubowej. Długość całkowita wynosiła 50,35 metra, szerokość 5,22 metra i zanurzenie 3,64 metra . Wykonany ze stali kadłub sztywny miał 39,3 metra długości i 3,61 metra szerokości, a wysokość (od stępki do szczytu kiosku) wynosiła 7,46 metra . Wyporność w położeniu nawodnym wynosiła 427 ton, a w zanurzeniu 508 ton. Jednostka miała wysoki, ostry dziób przystosowany do przecinania sieci przeciwpodwodnych; do jej wnętrza prowadziły trzy luki: pierwszy przed kioskiem, drugi w kiosku, a ostatni w części rufowej, prowadzący do maszynowni . Cylindryczny kiosk miał średnicę 1,4 metra i wysokość 1,8 metra, obudowany był opływową osłoną . Okręt napędzany był na powierzchni przez dwa 6-cylindrowe, czterosuwowe silniki wysokoprężne MAN S6V26/36 o łącznej mocy 440 kW (600 KM), a pod wodą poruszał się dzięki dwóm silnikom elektrycznym SSW o łącznej mocy 460 kW (620 KM) . Dwa wały napędowe obracały dwie śruby wykonane z brązu manganowego (o średnicy 1,9 metra i skoku 0,9 metra) . Okręt osiągał prędkość 12 węzłów na powierzchni i 7,4 węzła w zanurzeniu . Zasięg wynosił 10 420 Mm przy prędkości 7 węzłów w położeniu nawodnym oraz 52 Mm przy prędkości 4 węzłów pod wodą . Zbiorniki mieściły 56 ton paliwa , a energia elektryczna magazynowana była w dwóch bateriach akumulatorów 26 MAS po 62 ogniwa, zlokalizowanych pod przednim i tylnym pomieszczeniem mieszkalnym załogi. Okręt miał siedem zewnętrznych zbiorników balastowych . Dopuszczalna głębokość zanurzenia wynosiła 50 metrów , a czas wykonania manewru zanurzenia 40 sekund.
Głównym uzbrojeniem okrętu było 18 min kotwicznych typu UC/200 w sześciu skośnych szybach minowych o średnicy 100 cm, usytuowanych w podwyższonej części dziobowej jeden za drugim w osi symetrii okrętu, pod kątem do tyłu (sposób stawiania – „pod siebie”). Układ ten powodował, że miny trzeba było stawiać na zaplanowanej przed rejsem głębokości, gdyż na morzu nie było do nich dostępu, co znacznie zmniejszało skuteczność okrętów. Uzbrojenie uzupełniały dwie zewnętrzne wyrzutnie torped kalibru 500 mm (umiejscowione powyżej linii wodnej na dziobie, po obu stronach szybów minowych), jedna wewnętrzna wyrzutnia torped kal. 500 mm na rufie (z łącznym zapasem 7 torped), oraz umieszczone przed kioskiem działo pokładowe kal. 88 mm L/30, z zapasem amunicji wynoszącym 130 naboi . W 1918 roku na UC-67 w miejscu działa kalibru 88 mm zamontowano działo kalibru 10,5 cm Utof C/16 L/45, z zapasem amunicji wynoszącym od 100 do 120 sztuk. Okręt wyposażony był w dwa peryskopy Zeissa: wachtowy i bojowy oraz radiostację z podnoszonym masztem o wysokości 10 metrów. Wyposażenie uzupełniała kotwica grzybkowa o masie 272 kg .
Załoga okrętu składała się z 3 oficerów oraz 23 podoficerów i marynarzy.

## Służba

### 1916 rok
10 grudnia 1916 roku SM UC-67 został przyjęty do służby w Cesarskiej Marynarce Wojennej. Dowództwo jednostki objął por. mar. (niem. Oberleutnant zur See) Karl Neumann, dowodzący wcześniej UB-13, UB-2, UB-6 i UB-40 .

### 1917 rok
Z dniem 1 lutego 1917 roku, rozkazem szefa sztabu admiralicji niemieckiej z 12 stycznia tego roku, U-Booty należące do czterech flotylli Hochseeflotte, Flotylli Flandria i Flotylli Pola rozpoczęły nieograniczoną wojnę podwodną. Po okresie szkolenia okręt otrzymał rozkaz udania się na Morze Śródziemne i w dniach 8–29 marca odbył rejs Helgoland – Cattaro. 17 marca w odległości 15 Mm na zachód od Cabo da Roca (na pozycji 38°44′N 9°51′W/38,733333 -9,850000) zatrzymał i zatopił po ewakuacji załóg cztery portugalskie łodzie rybackie: „Primeira Flor D’abril” (26 BRT) , „Restaurador” o pojemności 25 BRT (śmierć poniósł jeden rybak) , „Rita Segunda” (27 BRT)  oraz „Senhora Do Rosario” (22 BRT) . Nazajutrz na pozycji 36°51′N 8°18′W/36,850000 -8,300000 U-Boot zatrzymał i po zejściu załogi zatopił za pomocą torpedy zbudowany w 1912 roku szwedzki parowiec „Victoria” o pojemności 1226 BRT, płynący z ładunkiem drobnicy i owoców z Kadyksu do Lizbony . 25 marca na północ od Bizerty UC-67 storpedował bez ostrzeżenia zbudowany w 1909 roku uzbrojony brytyjski parowiec „Queen Eugenie” o pojemności 4359 BRT, płynący z Nowego Jorku do Kalkuty z ładunkiem drobnicy. Na zatopionym na pozycji 37°57′N 9°47′E/37,950000 9,783333 statku śmierć poniosło 35 osób wraz z kapitanem, a dwie (artylerzysta i praktykant) zostały wzięte do niewoli  .
29 marca UC-67 wszedł w skład Flotylli Pola (niem. U-Flottille Pola) . Okręt nominalnie wcielono do K.u.K. Kriegsmarine pod nazwą U-91, jednak załoga pozostała niemiecka.
24 kwietnia U-Boot postawił zagrodę minową nieopodal Tunisu, a następnie dwie koło Algieru. 26 kwietnia w odległości 4 Mm od Algieru okręt podwodny storpedował bez ostrzeżenia i zatopił zbudowany w 1898 roku uzbrojony brytyjski parowiec „Chertsey” (3264 BRT), transportujący węgiel z Newcastle upon Tyne do Aleksandrii (na pozycji 36°52′N 3°05′E/36,866667 3,083333, bez strat w ludziach)  . Następnego dnia ofiarami działalności bojowej U-Boota padły dwa kolejne uzbrojone brytyjskie parowce, zatopione bez ostrzeżenia w atakach torpedowych: zbudowany w 1909 roku „Glencluny” (4812 BRT), przewożący drobnicę z Bombaju do Kingston upon Hull (na pozycji 36°58′N 4°42′E/36,966667 4,700000, śmierć poniosło czterech załogantów)   oraz pochodzący z 1910 roku „Karuma” (2995 BRT), płynący z towarami Admiralicji z Malty na Wyspy Brytyjskie (na pozycji 37°09′N 4°50′E/37,150000 4,833333, zginęło dwóch marynarzy)  . 29 kwietnia UC-67 został trafiony torpedą wystrzeloną przez nieprzyjacielski okręt podwodny, jednak pocisk nie wybuchł.
23 maja w odległości 36 Mm na południowy wschód od Syrakuz okręt storpedował bez ostrzeżenia zbudowany w 1910 roku uzbrojony brytyjski parowiec „Elmmoor” (3744 BRT), transportujący pszenicę z Karaczi do Livorno. Statek zatonął na pozycji 36°54′N 16°09′E/36,900000 16,150000 bez strat w ludziach, a do niewoli trafił kapitan jednostki  . 26 maja w odległości 50 Mm na północ od Annaby UC-67 storpedował bez ostrzeżenia płynący w konwoju eskortowanym przez dwa niszczyciele oznakowany brytyjski okręt szpitalny HMHS „Dover Castle” (8271 BRT), przewożący rannych i chorych z Malty do Gibraltaru. Jednostka zatonęła na pozycji 37°45′N 7°36′E/37,750000 7,600000, a na jej pokładzie śmierć poniosło siedem osób  . Po wojnie (w 1921 roku) za to zatopienie, mające znamiona zbrodni wojennej, Karl Neumann stanął przed Niemieckim Sądem Najwyższym w Lipsku, jednak został uniewinniony.
14 czerwca na zachód od Algieru na postawioną przez U-Boota minę wszedł zbudowany w 1914 roku brytyjski parowiec „Lowther Castle” o pojemności 4439 BRT, który został uszkodzony bez strat w załodze . 30 czerwca na południowy zachód od Marsali okręt zatopił włoski żaglowiec „Il Nuovo Gasperino Gabriele” o pojemności 35 BRT . Nazajutrz lista wojennych dokonań załogi okrętu podwodnego powiększyła się o kolejne dwie pozycje: zbudowany w 1880 roku włoski żaglowiec „Angela Madre” (80 BRT), zatrzymany i zatopiony na południe od Sardynii  oraz pochodzący z 1897 roku grecki parowiec „Miltiades Embiricos” o pojemności 3448 BRT, przewożący ładunek drobnicy z Nowego Jorku do Pireusu, zatopiony na północ od Bizerty na pozycji 37°58′N 9°40′E/37,966667 9,666667) . 3 lipca w odległości 10 Mm na północny zachód od Dżidżalu okręt storpedował bez ostrzeżenia i zatopił zbudowany w 1882 roku uzbrojony brytyjski parowiec „City Of Cambridge” (3788 BRT), transportujący drobnicę z Aleksandrii do Londynu (na pozycji 36°55′N 5°33′E/36,916667 5,550000, bez strat w ludziach)  . 7 lipca ten sam los spotkał zbudowany w 1899 roku uzbrojony brytyjski parowiec „Southina” o pojemności 3506 BRT, przewożący węgiel i towary rządowe z Cardiff via Oran na wschód, który został zatopiony ze stratą jednego członka załogi na pozycji 36°52′N 4°56′E/36,866667 4,933333  ; tego dnia na pozycji 37°06′N 4°50′E/37,100000 4,833333 UC-67 zatrzymał i zatopił z działa pokładowego zbudowany w 1905 roku włoski szkuner „Milano” (143 BRT) . 12 lipca ofiarami działalności U-Boota zostały dwie włoskie jednostki, zatopione w odległości 10 Mm na zachód od Marsali: zbudowana w 1890 roku drewniana brygantyna „Francesco” o pojemności 151 BRT, zatrzymana i zatopiona (na pozycji 37°31′N 12°18′E/37,516667 12,300000) oraz „Leonardo G.” (50 BRT)  .
14 sierpnia na północ od Tunisu okręt zatopił zbudowany w 1902 roku grecki parowiec „Eugenia” o pojemności 3029 BRT, płynący z ładunkiem rudy żelaza z La Goulette do West Hartlepool (na pozycji 37°12′N 10°20′E/37,200000 10,333333) . 17 sierpnia na zachód od Mazara del Vallo UC-67 stoczył pojedynek artyleryjski ze zbudowanym w 1898 roku francuskim statkiem-pułapką „Madeleine III” (149 BRT), uszkadzając wrogą jednostkę (na pozycji 37°28′N 11°22′E/37,466667 11,366667) . Nazajutrz na pozycji 36°56′N 4°38′E/36,933333 4,633333 okręt podwodny storpedował bez ostrzeżenia i zatopił zbudowany w 1910 roku uzbrojony brytyjski parowiec „Politania” (3133 BRT), transportujący siano na trasie Tarragona – Saloniki (bez strat w ludziach)  . 21 sierpnia w odległości 28 Mm na północny zachód od Al-Watan al-Kibli ten sam los spotkał zbudowany w 1900 roku uzbrojony brytyjski parowiec „Goodwood” (3086 BRT), płynący pod balastem z Neapolu do Tunisu (na pozycji 37°18′N 10°27′E/37,300000 10,450000)  . Dwa dni później na południe od Sycylii UC-67 zatopił francuski żaglowiec „Fratelli Danieli” o pojemności 94 BRT .
4 października na wschód od Algieru na postawionej przez U-Boota minie zatonął zbudowany w 1908 roku francuski uzbrojony trawler „Stella” (216 BRT) . 11 listopada na tych samych wodach na minę wszedł również pochodzący z 1899 roku brytyjski parowiec „Southgate” o pojemności 3661 BRT, transportujący węgiel z Cardiff na Maltę. Statek jedynie doznał uszkodzeń, a na jego pokładzie nikt nie zginął . 25 listopada u południowych wybrzeży Sycylii okręt zatopił włoski żaglowiec „Iniziativa” (24 BRT) .
1 grudnia nieopodal Tulonu na postawioną przez UC-67 29 listopada minę wszedł należący do Marine nationale jacht „Phoebus”. Jednostka zatonęła na pozycji 43°04′N 5°58′E/43,066667 5,966667, a na jej pokładzie śmierć poniosło osiem osób . Następnego dnia na południe od Marsylii okręt zatopił w ataku torpedowo-artyleryjskim zbudowany w 1906 roku francuski parowiec „La Rance” o pojemności 2610 BRT, płynący z Marsylii do Algieru (na pozycji 42°48′N 5°15′E/42,800000 5,250000; w wyniku ataku śmierć poniosły cztery osoby, w tym kapitan) . 3 grudnia na tych samych wodach U-Boot zatopił zbudowany w 1914 roku włoski parowiec „Carmen” (5479 BRT), płynący na trasie Genua – Gibraltar (na pozycji 43°05′N 5°12′E/43,083333 5,200000) . Dwa dni później na południowy zachód od Marsylii okręt storpedował bez ostrzeżenia i zatopił zbudowany w 1899 roku uzbrojony brytyjski parowiec „Greenwich” (2938 BRT), transportujący ładunek ryżu, alkoholu i pieprzu z Sajgonu do Marsylii (na pozycji 43°04′N 5°12′E/43,066667 5,200000, bez strat w ludziach)  . 8 grudnia na południe od Sardynii UC-67 zatopił włoski żaglowiec „La Vittoria” o pojemności 53 BRT .

### 1918 rok
Na początku 1918 roku niemieckie siły podwodne na Morzu Śródziemnym przeszły reorganizację, w wyniku której Flotylla Pola została podzielona na dwie części: I Flotylla w Poli (I. U-Flottille Mittelmeer) i II Flotylla w Cattaro (II. U-Flottille Mittelmeer), a UC-67 znalazł się w składzie tej drugiej .
20 stycznia na wschód od Sardynii U-Boot zatopił zbudowany w 1905 roku włoski żaglowiec „Faustina B.” o pojemności 105 BRT (na pozycji 40°56′N 9°43′E/40,933333 9,716667) . Trzy dni później na postawionych przez okręt podwodny nieopodal Marsylii minach (na pozycji 43°14′N 5°19′E/43,233333 5,316667) zatonęły dwie francuskie jednostki: zbudowany w 1902 roku uzbrojony trawler „Kerbihan” (195 BRT)  oraz pochodzący z 1887 roku francuski transportowiec „Drome” o pojemności 3236 BRT, przewożący olej napędowy w beczkach (na jego pokładzie zginęło 26 członków załogi) . 24 stycznia nieopodal La Ciotat UC-67 zatopił zbudowany w 1894 roku francuski transportowiec wojska „Corse” o pojemności 1160 BRT (obyło się bez strat w ludziach) . Dwa dni później nieopodal Tulonu okręt zatopił pochodzący z 1874 roku argentyński trzymasztowy szkuner z pomocniczym napędem motorowym „Ministro Iriondo” o pojemności 1753 BRT (na pozycji 43°00′N 5°46′E/43,000000 5,766667, nikt nie zginął) . 27 stycznia u wybrzeży Ligurii U-Boot zatrzymał i zatopił zbudowaną w 1903 roku włoską brygantynę ze stalowym kadłubem „Attilio” (210 BRT) . Nazajutrz na wschód od Sardynii ten sam los spotkał zbudowany w 1914 roku włoski żaglowiec „Urania” o pojemności 373 BRT (na pozycji 40°15′N 10°26′E/40,250000 10,433333) . 29 stycznia na zachód od Sycylii okręt zatopił kolejne dwa włoskie żaglowce: „Giuseppe B.” (38 BRT)  oraz „Maria S.S. Del Paradiso” (114 BRT) .
10 lutego na postawioną przez U-Boota nieopodal Tunisu minę wszedł zbudowany w 1898 roku uzbrojony brytyjski parowiec „Romford” o pojemności 3035 BRT, transportujący fosforany z Barry przez Tunis do Bizerty. Statek zatonął na pozycji 36°54′N 10°24′E/36,900000 10,400000, a na jego pokładzie śmierć poniosło 28 osób, w tym kapitan . 15 lutego dowodzący okrętem por. mar. Karl Neumann został awansowany na stopień kpt. mar. (niem. Kapitänleutnant) .
9 marca na północny wschód od Sardynii załoga U-Boota zatrzymała i zatopiła dwa włoskie żaglowce: zbudowaną w 1901 roku drewnianą brygantynę „Jolanda” o pojemności 187 BRT, przewożącą 300 ton rudy cynku z Cagliari do Saint-Louis (na pozycji 41°25′N 9°40′E/41,416667 9,666667, bez strat ludzkich)  oraz pochodzący z 1886 roku szkuner „Pasqualina S.” (80 BRT), przewożący ładunek fosforanów z Safakis do Włoch (na pozycji 41°30′N 9°53′E/41,500000 9,883333) . Dwa dni później na południe od Tulonu ten sam los spotkał zbudowany w 1875 roku włoski bark z żelaznym kadłubem „Tripoli” o pojemności 824 BRT, przewożący ładunek rudy żelaza z Savony do Marsylii (na pozycji 42°10′N 6°18′E/42,166667 6,300000) . 14 marca w Zatoce Liońskiej UC-67 zatopił zbudowany w 1892 roku francuski drewniany szkuner „Jeanne” o pojemności 145 BRT (na pozycji 42°32′N 4°10′E/42,533333 4,166667) . Nazajutrz w odległości 38 Mm od Île de Porquerolles okręt storpedował bez ostrzeżenia zbudowany w 1891 roku uzbrojony kanadyjski parowiec „Armonia” (5226 BRT), płynący pod balastem z Genui do Nowego Jorku. Statek zatonął na pozycji 42°33′N 6°46′E/42,550000 6,766667, a na jego pokładzie śmierć poniosło siedmiu załogantów  . 20 marca nieopodal Marsylii na postawionej przez U-Boota minie zatonął zbudowany w 1911 roku włoski parowiec „Matteo Renato Imbriani” o pojemności 5882 BRT, który wypłynął pod balastem z marsylskiego portu . Dwa dni później na południe od Sardynii UC-67 zatopił włoski żaglowiec „San Giuseppe C.” o pojemności 53 BRT . 24 marca na północny wschód od Bizerty okręt zatopił włoski stawiacz min (zbudowany jako krążownik torpedowy) „Partenope” o wyporności 834 tony (na pozycji 37°53′N 10°10′E/37,883333 10,166667, nikt nie zginął) . W dniach 25–26 marca w Cieśninie Sycylijskiej U-Boot zatopił trzy włoskie żaglowce: „Francesco Antonio Aiello” (44 BRT), „L’iniziatore” (47 BRT) i „Elisabetha” (45 BRT)   .
15 czerwca komendę nad SM UC-67 objął por. mar. Martin Niemöller . 6 lipca w odległości 28 Mm na południowy wschód od Al-Watan al-Kibli okręt storpedował bez ostrzeżenia i zatopił zbudowany w 1913 roku uzbrojony brytyjski parowiec „Bertrand” (3613 BRT), transportujący słomę z Oranu do Salonik (na pozycji 36°58′N 11°36′E/36,966667 11,600000, bez strat w ludziach)  . 7 września na południe od Marsylii ten sam los spotkał zbudowany w 1901 roku uzbrojony brytyjski parowiec „Bellbank” o pojemności 3250 BRT, przewożący drobnicę z Algieru do La Spezia (na pozycji 42°48′N 5°08′E/42,800000 5,133333, zginął jeden członek załogi)  . 16 września o godzinie 2:17 poruszający na powierzchni w Zatoce Liońskiej U-Boot zatopił dwiema torpedami zbudowany w 1904 roku grecki parowiec „G. Voyazides” (3040 BRT), płynący z Marsylii do Algieru. Statek zatonął na pozycji 42°32′N 4°28′E/42,533333 4,466667, a na jego pokładzie śmierć poniosło 18 osób .
W obliczu upadku Monarchii Austro-Węgierskiej 29 października 1918 roku UC-67 wypłynął w rejs do Niemiec. Po dopłynięciu 29 listopada do ojczyzny, w myśl postanowień rozejmu w Compiègne został 16 stycznia 1919 roku poddany Brytyjczykom . Okręt został zezłomowany w Brighton w latach 1919–1920 .

### Podsumowanie działalności bojowej
SM UC-67 odbył 11 rejsów operacyjnych, w wyniku których zatonęły 53 statki o łącznej pojemności 93 286 BRT i okręt o wyporności 834 tony, a trzy statki o łącznej pojemności 8249 BRT zostały uszkodzone . Na pokładach zatopionych i uszkodzonych jednostek zginęło co najmniej 144 osoby, w tym 35 na brytyjskim parowcu „Queen Eugenie”  . Pełne zestawienie zadanych przez niego strat przedstawia poniższa tabela :
| Data                | Nazwa                         | Państwo          | Tonaż       | Los jednostki |
| ------------------- | ----------------------------- | ---------------- | ----------- | ------------- |
| 17 marca 1917       | „Primeira Flor D’Abril”       | Portugalia       | 20          | zatopiony     |
| 17 marca 1917       | „Restaurador”                 | Portugalia       | 25          | zatopiony     |
| 17 marca 1917       | „Rita Segunda”                | Portugalia       | 27          | zatopiony     |
| 17 marca 1917       | „Senhora Do Rosario”          | Portugalia       | 22          | zatopiony     |
| 18 marca 1917       | „Victoria”                    | Szwecja          | 1226        | zatopiony     |
| 25 marca 1917       | „Queen Eugenie”               | Wielka Brytania  | 4359        | zatopiony     |
| 26 kwietnia 1917    | „Chertsey”                    | Wielka Brytania  | 3264        | zatopiony     |
| 27 kwietnia 1917    | „Glencluny”                   | Wielka Brytania  | 4812        | zatopiony     |
| 27 kwietnia 1917    | „Karuma”                      | Wielka Brytania  | 2995        | zatopiony     |
| 23 maja 1917        | „Elmmoor”                     | Wielka Brytania  | 3744        | zatopiony     |
| 26 maja 1917        | HMHS „Dover Castle”           | Royal Navy       | 8271        | zatopiony     |
| 14 czerwca 1917     | „Lowther Castle”              | Wielka Brytania  | 4439        | uszkodzony    |
| 30 czerwca 1917     | „Il Nuovo Gasperino Gabriele” | Włochy           | 35          | zatopiony     |
| 1 lipca 1917        | „Angela Madre”                | Włochy           | 80          | zatopiony     |
| 1 lipca 1917        | „Miltiades Embiricos”         | Królestwo Grecji | 3448        | zatopiony     |
| 3 lipca 1917        | „City of Cambridge”           | Wielka Brytania  | 3788        | zatopiony     |
| 7 lipca 1917        | „Milano”                      | Włochy           | 143         | zatopiony     |
| 7 lipca 1917        | „Southina”                    | Wielka Brytania  | 3506        | zatopiony     |
| 12 lipca 1917       | „Francesco”                   | Włochy           | 151         | zatopiony     |
| 12 lipca 1917       | „Leonardo G.”                 | Włochy           | 50          | zatopiony     |
| 14 sierpnia 1917    | „Eugenia”                     | Włochy           | 3029        | zatopiony     |
| 17 sierpnia 1917    | „Madeleine III”               | Marine nationale | 149         | uszkodzony    |
| 18 sierpnia 1917    | „Politania”                   | Wielka Brytania  | 3133        | zatopiony     |
| 21 sierpnia 1917    | „Goodwood”                    | Wielka Brytania  | 3086        | zatopiony     |
| 23 sierpnia 1917    | „Fratelli Danieli”            | Francja          | 94          | zatopiony     |
| 4 października 1917 | „Stella”                      | Marine nationale | 216         | zatopiony     |
| 11 listopada 1917   | „Southgate”                   | Wielka Brytania  | 3661        | uszkodzony    |
| 25 listopada 1917   | „Iniziativa”                  | Włochy           | 24          | zatopiony     |
| 1 grudnia 1917      | „Phoebus”                     | Francja          | ?           | zatopiony     |
| 2 grudnia 1917      | „La Rance”                    | Francja          | 2610        | zatopiony     |
| 3 grudnia 1917      | „Carmen”                      | Włochy           | 5479        | zatopiony     |
| 5 grudnia 1917      | „Greenwich”                   | Wielka Brytania  | 2938        | zatopiony     |
| 8 grudnia 1917      | „La Vittoria”                 | Włochy           | 53          | zatopiony     |
| 20 stycznia 1918    | „Faustina B.”                 | Włochy           | 105         | zatopiony     |
| 23 stycznia 1918    | „Kerbihan”                    | Marine nationale | 195         | zatopiony     |
| 23 stycznia 1918    | „Drome”                       | Marine nationale | 3236        | zatopiony     |
| 24 stycznia 1918    | „Corse”                       | Marine nationale | 1160        | zatopiony     |
| 26 stycznia 1918    | „Ministro Iriondo”            | Argentyna        | 1753        | zatopiony     |
| 27 stycznia 1918    | „Attilio”                     | Włochy           | 210         | zatopiony     |
| 28 stycznia 1918    | „Urania”                      | Włochy           | 373         | zatopiony     |
| 29 stycznia 1918    | „Giuseppe B.”                 | Włochy           | 38          | zatopiony     |
| 29 stycznia 1918    | „Maria S.S. Del Paradiso”     | Włochy           | 114         | zatopiony     |
| 10 lutego 1918      | „Romford”                     | Wielka Brytania  | 3035        | zatopiony     |
| 9 marca 1918        | „Jolanda”                     | Włochy           | 187         | zatopiony     |
| 9 marca 1918        | „Pasqualina”                  | Włochy           | 80          | zatopiony     |
| 11 marca 1918       | „Tripoli”                     | Włochy           | 824         | zatopiony     |
| 14 marca 1918       | „Jeanne”                      | Francja          | 145         | zatopiony     |
| 15 marca 1918       | „Armonia”                     | Kanada           | 5226        | zatopiony     |
| 20 marca 1918       | „Matteo Renato Imbriani”      | Włochy           | 5882        | zatopiony     |
| 22 marca 1918       | „San Giuseppe C.”             | Włochy           | 53          | zatopiony     |
| 24 marca 1918       | „Partenope”                   | Włochy           | 834         | zatopiony     |
| 25 marca 1918       | „Francesco Antonio Aiello”    | Włochy           | 44          | zatopiony     |
| 25 marca 1918       | „L’iniziatore”                | Włochy           | 47          | zatopiony     |
| 26 marca 1918       | „Elisabetha”                  | Włochy           | 45          | zatopiony     |
| 6 lipca 1918        | „Bertrand”                    | Wielka Brytania  | 3613        | zatopiony     |
| 7 września 1918     | „Bellbank”                    | Wielka Brytania  | 3250        | zatopiony     |
| 16 września 1918    | „G. Voyazides”                | Królestwo Grecji | 3040        | zatopiony     |
| RAZEM               | RAZEM                         | zatopione:       | zatopione:  | 54            |
| RAZEM               | RAZEM                         | uszkodzone:      | uszkodzone: | 3             |